# Maximilian Walch (Politiker)
Maximilian Walch (* 3. Februar 1952 in Mitterkirchen im Machland) ist ein österreichischer Politiker (FPÖ/BZÖ). Walch war zwischen 2002 und 2006 Abgeordneter zum Österreichischen Nationalrat.

## Ausbildung und Beruf
Maximilian Walch besuchte von 1958 bis 1965 die Volksschule in Mitterkirchen und danach zwischen 1965 und 1966 den Polytechnischen Lehrgang. Er begann eine Fleischerlehre und ist seit 1968 bei der Baufirma Ing. Harald Weissel in Linz beschäftigt. Er war von 1968 bis 1971 als Bauarbeiter tätig, 1972 leistete er den Präsenzdienst ab. Danach war er zwischen 1972 und 1982 als Kraftfahrer beschäftigt und arbeitete ab 1983 als Vizepolier am Bau.

## Politik
Walch wurde 1976 zum Betriebsrat und 1983 zum Betriebsrats-Vorsitzenden gewählt. Er ist seit 1991 Mitglied des Gemeinderates von Wartberg ob der Aist und zog 1997 als Abgeordneter in den Oberösterreichischen Landtag. Ab 1989 war er zudem Kammerrat der Kammer für Arbeiter und Angestellte für Oberösterreich und ab 1991 Landesobmann der Freiheitlichen Arbeitnehmer Oberösterreichs. 2002 wechselte Walch vom Landtag in den Nationalrat und war Arbeitnehmersprecher der FPÖ. Im Zuge der Parteispaltung der FPÖ wechselte Walch 2006 zum BZÖ. Mit dem 29. Oktober 2006 schied er aus dem Parlament aus. Er war Bereichssprecher für Arbeit und Soziales im BZÖ-Parlamentsklub. Bei der Nationalratswahl 2008 kandidiert Walch an fünfter Stelle der BZÖ-Liste im Landeswahlkreis Oberösterreich.

## Privates
Walch ist verheiratet und hat eine Tochter.

## Auszeichnungen
- Silbernes Ehrenzeichen des Landes Oberösterreich (2007)
- Wehrdienstmedaille in Bronze